# Þernuvíkurháls
Þernuvíkurháls är en kulle i republiken Island. Den ligger i regionen Västfjordarna, 210 km norr om huvudstaden Reykjavík. Toppen på Þernuvíkurháls är 275 meter över havet.
Närmaste större samhälle är Súðavík, omkring 18 kilometer väster om Þernuvíkurháls.